# Croton calycinus
Espèce
Classification APG III (2009)
Croton calycinus est une espèce de plantes à fleurs du genre Croton et de la famille des Euphorbiaceae, peut-être présente au Brésil.

## Synonyme
- Oxydectes calycina (Spreng.) Kuntze